# Aegyptobia xinjiangensis
Aegyptobia xinjiangensis är en spindeldjursart som beskrevs av Li och Ma 1982. Aegyptobia xinjiangensis ingår i släktet Aegyptobia och familjen Tenuipalpidae. Inga underarter finns listade i Catalogue of Life.